# Aloysio de Andrade Faria
Aloysio de Andrade Faria (Belo Horizonte, 9 de noviembre de 1920 - Campinas, 15 de septiembre de 2020) fue un banquero y multimillonario brasileño. En el momento de su muerte, era conocido como uno de los multimillonarios más antiguos del mundo.

## Biografía
Aloysio de Andrade Faria nació el 9 de noviembre de 1920 en Belo Horizonte, estado de Minas Gerais.
Pediatra de formación, Faria compartió su interés médico con el negocio financiero patrocinado por su padre. En 1949 sucedió a su padre, Clemente de Faria en la dirección del Banco da Lavoura, transformándolo en uno de los bancos brasileños más exitosos, Banco Real, que a fines del siglo XX vendió todos sus activos locales e internacionales al ABN AMRO, con sede en los Países Bajos, pero manteniendo otras empresas del Grupo Real, como Seguros Real y Real Leasing Co. Faria, que tenía dos hijas casadas, no se retiró del mercado financiero y reinvirtió incorporando un nuevo banco personal y de inversión en Nueva York, el Alfa Bank, que es uno de los diez bancos más grandes y exitosos del país.   
Faria también era propietaria de una de las plantaciones de guaraná más grandes del mundo, Transamerica Corporation, que incluía un hotel y grupos de medios. Sin embargo, prefirió mantener un perfil bajo y conducía un Mercedes Benz de los años 60.

## Vida personal
Según la revista Forbes, es el vigésimo primer hombre más rico de Brasil, con una fortuna estimada en 2.400 millones de dólares.
Faria murió en agosto de 2020 a la edad de 99 años.